# Under Neon Lights
Under Neon Lights è un singolo del duo di musica elettronica britannico The Chemical Brothers, pubblicato nel 2015 ed estratto dall'album Born in the Echoes.
Al brano ha collaborato, come co-autrice ed interprete, la cantautrice statunitense St. Vincent.

## Tracce
- Download digitale

1. Under Neon Lights – 4:26

## Video
Il videoclip della canzone è stato diretto da Adam Smith.